# Свети Пантелеймон (Пантелейски манастир)
Вижте пояснителната страница за други значения на Свети Пантелеймон.
„Свети Пантелеймон“ (на македонска литературна норма: „Свети Пантелејмон“) е възрожденска православна църква в кочанското село Пантелей, източната част на Северна Македония. Главен храм (католикон) е на Пантелейския манастир, част от Кочанското архиерейско наместничество на Брегалнишката епархия на Македонската православна църква – Охридска архиепископия.
Църквата е построена в 1885 година при игумена Мартиний. Автор на католикона и иконостаса в него е големият строител и зограф от Дебърската школа Андон Китанов. По своята архитектура църквата представлява трикорабна базилика с три купола. Изписана е от друг дебърски майстор – зографа Димитър Папрадишки от 1888 до 1892 година. Негови са и иконите на иконостаса. В църквата заедно с Папрадишки работи и Петър Николов.
В 1988 година, по молба на митрополит Стефан Брегалнишки Институтът за защита на паметниците извършва детайлна реставрация на покривната конструкция, кубетата и фреските.